# Dr. Brain
Production
Diffusion
Dr. Brain, est une série télévisée sud-coréenne créée par Kim Jee-woon. Le thriller de science-fiction est basé sur le webtoon coréen du même nom de Hongjacga.
La série est le premier programme en langue coréenne produite pour Apple TV+, elle a fait ses débuts le 4 novembre 2021 pour accompagner le lancement du service de streaming en Corée du Sud.

## Synopsis
Après avoir perdu sa famille dans un mystérieux accident, Sewon, un brillant scientifique du cerveau, tente de résoudre ce qui s'est passé. Il effectue des synchroniques avec le défunt afin de rechercher des indices cachés dans leurs souvenirs, mais il devient difficile de séparer ces souvenirs de ses propres expériences.

## Distribution
- Lee Sun-kyun (VF : Sylvain Agaësse) : Sewon Koh, le scientifique du cerveau
- Lee Yoo-young (VF : Jade Phan-Gia) : Jaeyi Jung, la femme de Sewon
- Park Hee-soon (en) (VF : Gilduin Tissier) : Kangmu Lee, un détective privé
- Seo Ji-hye (VF : Flora Kaprielian) : Jiun Choi, lieutenant d'une unité d'enquête
- Lee Jae-won (ko) (VF : Thierry d'Armor) : Namil Hong, le collègue de Sewon
- Uhm Tae-goo : Tae-Goo (apparition exceptionnelle)

 Source et légende : version française (VF) sur RS Doublage

## Production
Le créateur du programme, Kim Jee-woon aurait déjà essayé d'adapter le webtoon Daum, Dr. Brain, mais il n'est jamais entré en production. En mai 2019, cependant, il a pu se lancer dans la production en série avec le studio YG Studioplex.
Pendant un certain temps, le projet a été développé sous le titre provisoire de M. Robin et Lee Sun-kyun s'est vu offrir le rôle principal en octobre 2020. L'acteur aurait signé le contrat en mars 2021 lorsqu'Apple TV+ a repris la série alors qu'elle entrait en production, ce qui en fait la première série en coréen pour le service de streaming.
En octobre 2021, Apple TV+ annonce que le programme débutera sa diffusion le 4 novembre suivant pour coïncider avec le lancement du service en Corée du Sud,.
Avec la date de sortie, le reste de la distribution principale a été révélé. La série se compose de six épisodes qui sortiront chaque semaine depuis le 4 novembre jusqu'au 10 décembre 2021,.
L'ensemble de la série a été écrit par Kim Jin A, Koh YoungJae et Kim Jee-woon, tandis qu'elle est réalisée par Kim Jee-woon.
Le 27 janvier 2022, plusieurs sources officielles ont déclaré que la série aurait une deuxième saison, mais Lee Sun-Kyon décède le 27 décembre 2023 avant que cela ne se produise.

## Épisodes

### Première saison (2021)
1. Épisode 1 (Chapter 1)
2. Épisode 2 (Chapter 2)
3. Épisode 3 (Chapter 3)
4. Épisode 4 (Chapter 4)
5. Épisode 5 (Chapter 5)
6. Épisode 6 (Chapter 6)